# جسر وادي لبن
جسر الرياض المعلق هو جسر مدعوم بالكوابل يقع على وادي لبن في الجهة الجنوبية الغربية من مدينة الرياض وسط السعودية، يعد واحداً من أكبر الجسور المعلقة في العالم والأول من نوعه في المملكة وذلك من حيث التصميم والبناء وأسلوب التنفيذ. تم تصميم الجسر والعمل على تنفيذه ليتناسب مع الطبيعة الجغرافية للمنطقة المحيطة به، حيث حافظ على طبيعة الوادي دون المساس بأية خدمات أو عناصر طبيعية متواجدة فيه، كما أصبح أحد معالم مدينة الرياض البارزة.

## نبذة
يعتبر مشروع «جسر الرياض المعلق» أحد أجزاء الضلع الغربي لطريق الرياض الدائري الذي يعتبر مكملاً له، فبدون هذا الجسر لا يمكن الاتصال بطريق جدة السريع أو الوصول إلى غرب وجنوب الرياض للقادمين من ناحية الدائري الشمالي.
اعتمد في تصميم الجسر على دراسة تحليلية مكثفة لمعرفة تأثير الأحمال الثابتة والمتحركة بما في ذلك أحمال الرياح والزلازل كما أكدت الاختبارات التحليلية كفاية التصميم ومقاومته لعناصر السحب و انسيابه الكافي لمقاومة الرياح. وجاء التصميم طبقاً للمواصفات القياسية العالمية والتي تم تطويعها لتلائم بيئة الموقع الذي نفذ فيه الجسر ومن ذلك تعديل حمولات العربة التصميمية لتصبح 65 طناً مع استخدام سرعة تصميمية للرياح مقدارها 33م/ث المتوقع حدوثها خلال خمسين عاماً كما أخذ في الاعتبار مقاومة الزلازل على أساس معامل تسارع الجاذبية (0.0005) ج وتم تحليل المنشأ للأحمال المتحركة الديناميكية باستخدام التحليل ثلاثي الأبعاد ذو الترددات متعددة الأطوار.

## مواصفاته

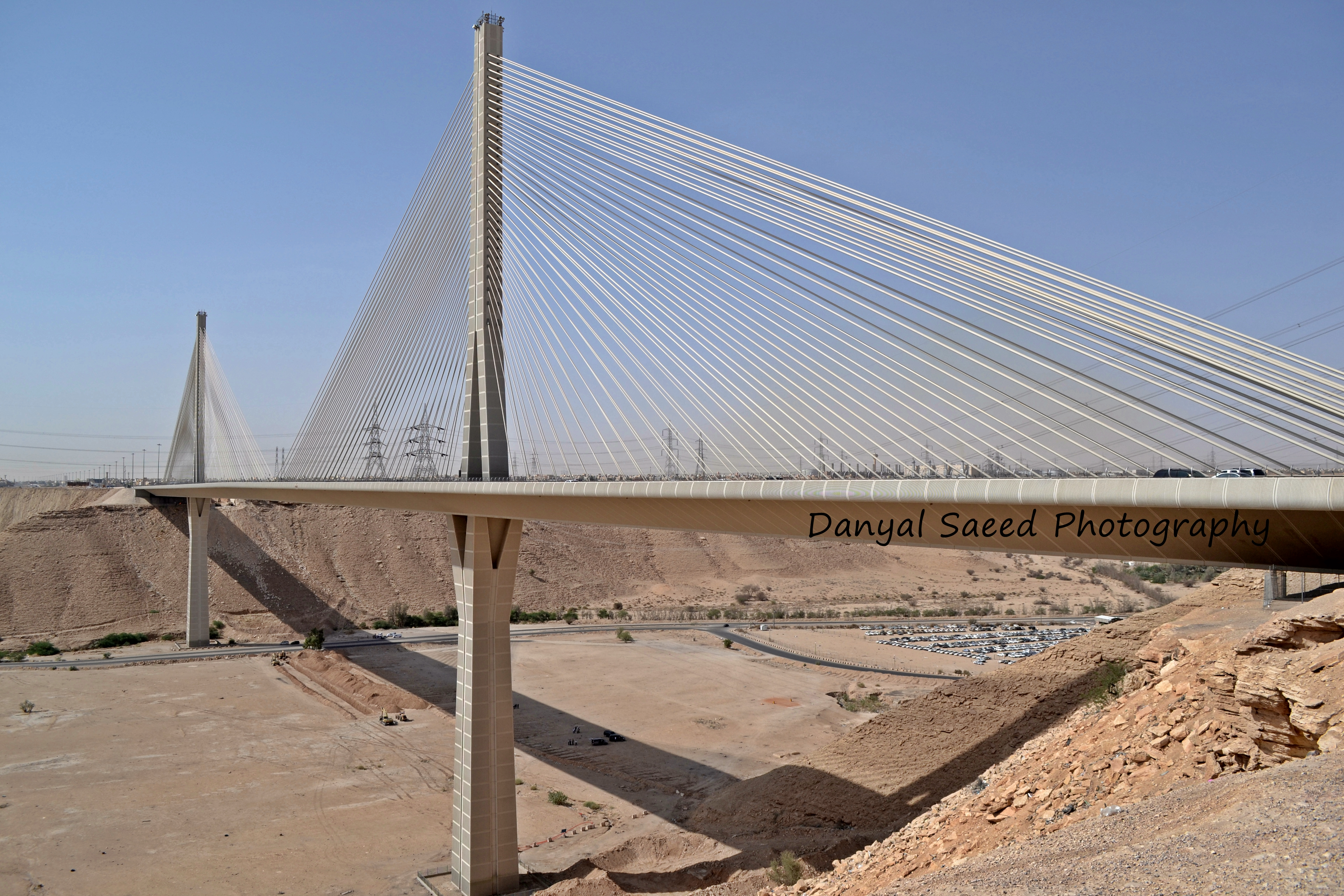
منظر جانبي للجسر

يبلغ طول الجسر (763) متراً ويتكون من ثلاث فتحات (179.405.179) متراً على التوالي. ويبلغ عرض الجسر (35) متراً ويتكون من اتجاهين تفصل بينهما جزيرة وسطية بعرض 5.40 أمتار. ويتكون جسم الجسر (بلاطة الجسر) من كمرة صندوقية بعمق 5أمتار أما أعمدة الجسر فتتكون من عمودين شمالي ارتفاعه (72.5) متراً وجنوبي (80.5) متراً أما برج الجسر فهو بارتفاع (90) متراً.
وقد بلغت التكلفة الإجمالية لمشروع الجسر حوالي (098.175.091) ريالاً سعودياً وقد استغرق العمل بالمشروع حتى تاريخ إنجازه ست سنوات وستة شهور من بدء العمل في تنفيذه في 1413/12/23هـ الموافق 1993/6/13م.
والجديد في هذا الجسر طريقة التحميل حيث تتم بواسطة كوابل التعليق من وسط الجسر وليس من الجوانب كما هو الحال في معظم الجسور المعلقة بالإضافة إلى ان المعدات والأدوات الخاصة بتجهيز كوابل التعليق ومعدات الشد الخاصة بهذا المشروع قد صممت خصيصاً لهذا الجسر وكذلك توفير معدات خاصة مثل رافات وحدات بلاطة الجسر المسبقة الصب والتي يصل وزن القطعة الواحدة منها ما بين (581- 235) طناً. يما بلغ حجم الخرسانات المستخدمة لبناء الجسر 47.500م 3ووزن حديد التسليح العادي (5900) طناً وحديد الشد مسبق الإجهاد (585) طناً وحديد كوابل التعليق (1700) طن وبلغ الطول الإجمالي لجدائل كوابل الشد والتعليق ما يعادل (1824) كيلاً طولياً واشترك في تنفيذ هذا المشروع العملاق أكثر من 300عامل ومهندس وفني.